# Bartitsu
Bartitsu er en type kampsport og selvforsvar, der oprindeligt blev udviklet i England fra 1898-1902, hvor den kombinerede elementer af boksning, ju-jutsu, stokkekampe og fransk kickboxing (savate).
Sporten blev opfundet af den britiske ingeniør Edward William Barton-Wright, der efter tre år i Japan vendte tilbage til England og annoncerede dannelsen af "New Art of Self Defence" i 1898. Navnet blev dannet af hans eget efternavn og den sidste del af "jujitsu".
I 1903 blev kampsporten udødeliggjort (som "baritsu") af Sir Arthur Conan Doyle, der var forfatter til detektivfortællingerne om Sherlock Holmes. Selvom sportsgrenen har ligget stillet i størstedelen af 1900-tallet, så har den oplevet en genoplivning siden 2002.